# Club Always Ready
Il Club Always Ready è una società calcistica boliviana di El Alto, fondata il 13 aprile 1933. Milita nella Primera División, la massima serie del campionato boliviano. Storicamente in casa è una delle squadre più difficili da affrontare per la collocazione geografica del posto. Il comune di El Alto, confinante con la capitale La Paz, supera la stessa capitale in altura toccando la soglia dei 4300 metri sopra il livello del mare. Tale altezza e l'aria rarefatta rendono l'Always Ready un pericoloso avversario tra le mura amiche.

## Storia
In seguito alla sua fondazione, prese parte al campionato del Dipartimento di La Paz. Nel 1951 vinse per la prima volta la competizione, rimanendo ai vertici per i due anni seguenti, in cui si classificò secondo. Nel Torneo Integrado del 1954 chiuse all'ultimo posto, e gli venne preclusa la partecipazione nel 1955; guadagnata la promozione nel 1956, l'anno successivo vinse il campionato. Nel ottenne l'accesso nel Torneo Nacional, chiudendo al settimo posto. Nel 1968 prese parte per la prima volta alla Coppa Libertadores, perdendo 5 delle 6 partite del gruppo 2 e pareggiando la restante. Nel 1977 ebbe la possibilità di giocare nella prima edizione campionato professionistico. Rimase in massima serie fino al 1981, anno in cui l'ultimo posto in classifica gli costò la retrocessione. Tornò in Liga del Fútbol Profesional nella stagione 1987; nel campionato 1991 fu nuovamente declassato. Nel dicembre 2018, vincendo lo spareggio per la promozione contro l'Industrial per 3-0, viene promosso nella Primera División, la massima serie boliviana. Nel 2020 vince il suo primo vero titolo nella Primera División (Bolivia) (la competizione aveva cambiato conformazione a partire da inizio anni '70) arrivando sopra al più blasonato Club The Strongest.

## Palmarès

### Competizioni nazionali
- Campionato boliviano: 3

1951, 1957, Apertura 2020
- Copa Simón Bolívar: 1

2018

### Competizioni regionali
- Campionato di La Paz: 4

1951, 1968, 1986, 1993
- Torneo Integrado: 1

1957

## Organico

### Rosa 2021
Aggiornata al 19 settembre 2021.
| N. |                      | Ruolo | Calciatore         |
| -- | -------------------- | ----- | ------------------ |
| 1  | Panama (bandiera)    | P     | Orlando Mosquera   |
| 2  | Bolivia (bandiera)   | D     | Edemir Rodríguez   |
| 4  | Camerun (bandiera)   | A     | Marc Enoumba       |
| 3  | Colombia (bandiera)  | D     | Alex Rambal        |
| 6  | Bolivia (bandiera)   | C     | Josué Mamani       |
| 7  | Bolivia (bandiera)   | C     | Cristhian Árabe    |
| 8  | Bolivia (bandiera)   | A     | Rodrigo Ramallo    |
| 9  | Panama (bandiera)    | A     | Jair Catuy         |
| 10 | Bolivia (bandiera)   | C     | Samuel Galindo     |
| 11 | Bolivia (bandiera)   | C     | Javier Sanguinetti |
| 12 | Bolivia (bandiera)   | P     | Gustavo Claros     |
| 15 | Bolivia (bandiera)   | C     | Cristhian Machado  |
| 16 | Argentina (bandiera) | A     | Marcos Ovejero     |
| 17 | Bolivia (bandiera)   | A     | Juan Carlos Arce   |

| N. |                     | Ruolo | Calciatore           |
| -- | ------------------- | ----- | -------------------- |
| 18 | Ecuador (bandiera)  | C     | Robert Hernàndez     |
| 19 | Bolivia (bandiera)  | D     | Jorge Flores         |
| 20 | Bolivia (bandiera)  | A     | Junior Romay         |
| 22 | Bolivia (bandiera)  | C     | Fernando Saucedo     |
| 23 | Bolivia (bandiera)  | P     | Pedro Galindo        |
| 24 | Bolivia (bandiera)  | A     | Carmelo Algarañaz    |
| 25 | Bolivia (bandiera)  | C     | Santiago Arce        |
| 26 | Paraguay (bandiera) | D     | Nelson David Cabrera |
| 27 | Bolivia (bandiera)  | D     | Daniel Medina        |
| 28 | Bolivia (bandiera)  | D     | Pedro Galindo        |
| 29 | Bolivia (bandiera)  | D     | Juan Adrián          |
| 31 | Panama (bandiera)   | D     | Hàrold Cummings      |
| 36 | Bolivia (bandiera)  | C     | Javier Uzeda         |
| 40 | Bolivia (bandiera)  | A     | Moisés Paniagua      |